# Museo Josefino

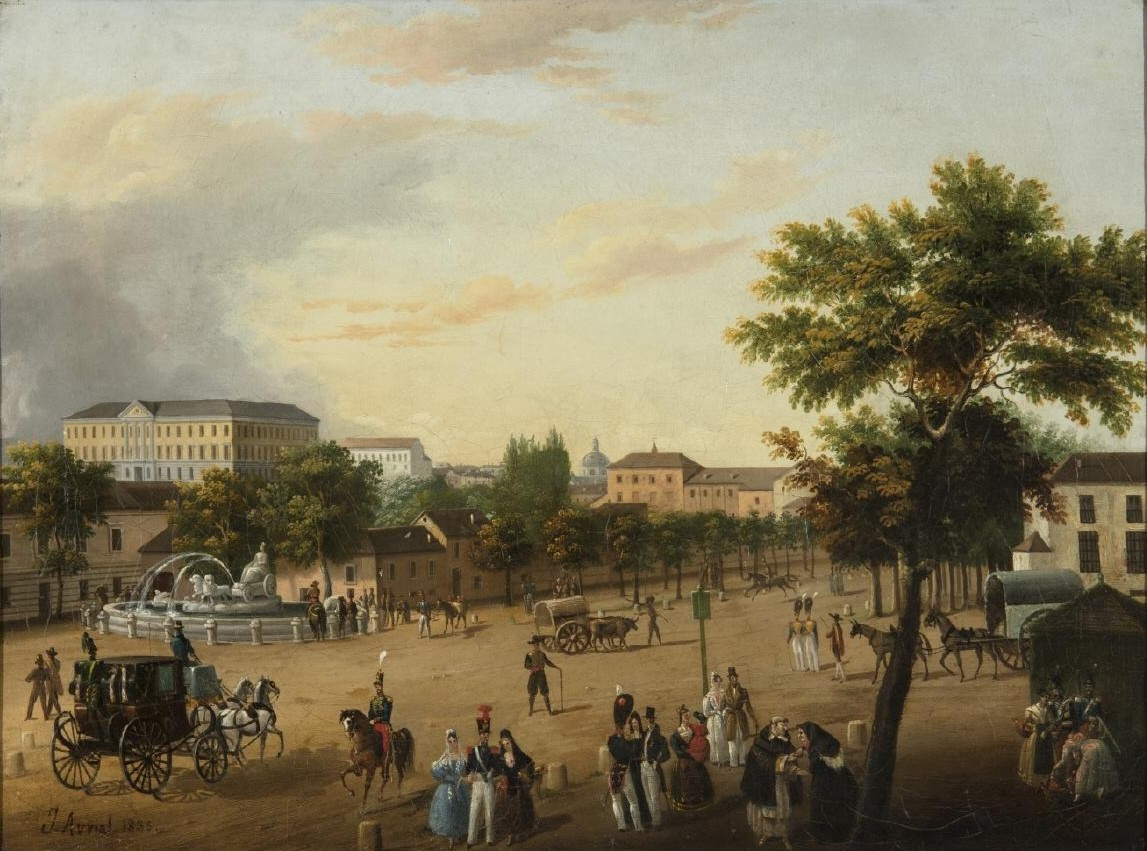
El palacio de Buenavista, a la izquierda, sobre la fuente de la Cibeles en el arranque del paseo de Recoletos: José María Avrial, Vista de la fuente de la Cibeles y el palacio de Buenavistal 1836. Óleo sobre lienzo, 43 x 57 cm, Madrid, Museo de Historia de Madrid.

Museo Josefino es la denominación dada por la historiografía posterior al museo de pinturas creado en Madrid por José I Bonaparte, «la iniciativa más sólida para crear un museo de pinturas» en España, anterior a la fundación del Museo del Prado. Siguiendo el modelo del Museo Napoleón, José I fundó por un decreto de 22 de diciembre de 1809, aún sin sede, el Museo de Pinturas, a la larga conocido como Museo Josefino aunque oficialmente nunca recibiría tal nombre. Lo mismo había hecho su hermano Luis Bonaparte como rey de Holanda al crear el 11 de abril de 1808 el Koninklijk Museum de Ámsterdam, antecedente del Rijksmuseum, y su ejemplo había sido seguido por otros miembros de la familia Bonaparte en Kassel y en Milán, con la fundación de la Pinacoteca de Brera. El decreto lo refrendaba el ministro Mariano Luis de Urquijo, que con anterioridad había hecho algunas gestiones en ese sentido, la más notable de ellas la solicitud de trasladar a Madrid para su exposición pública los cuadros de Murillo del Hospital de la Caridad de Sevilla. 
El propósito de la fundación era poner a disposición de los entendidos las pinturas de los «célebres pintores españoles», poco conocidos de las naciones por haber permanecido sus obras encerradas en los claustros, y proporcionarles así «la gloria inmortal que merecen». La primera tarea del museo proyectado consistió en reunir la colección de pinturas que lo habían de integrar, tomándolas inicialmente de los conventos suprimidos por decreto de 18 de agosto de 1809 y, muy principalmente, del Monasterio de El Escorial. Como sede se eligió el Palacio de Buenavista, pero como no estaba acondicionado se creó un depósito en el convento del Rosario, en la calle de San Bernardo, que no estaba en mejores condiciones. Por otra parte, las obras de los conventos suprimidos se habían ido guardando en otros depósitos establecidos en la iglesia de San Francisco el Grande y en San Felipe el Real. Se contaba, además, con la colección confiscada a Manuel Godoy, y su palacio sirvió también como depósito. El decreto de creación del museo incluía la formación de una colección de cincuenta pinturas representativas de la escuela española que debían ser enviadas a París como regalo a Napoleón, en prueba de la gratitud de los españoles y con destino a su museo, y la formación de otras dos colecciones que sirviesen para decorar los futuros palacios del Congreso (que se había de instalar en San Francisco el Grande) y del Senado, cámaras previstas en el Estatuto de Bayona. Tras barajarse otras opciones para sede el ministro Manuel Romero Echalecu presentó la propuesta final —aprobada por decreto fechado el 22 de agosto de 1810— que designaba el palacio de Buenavista como el lugar ideal para ese fin por su localización e iluminación, la magnificencia de sus salas y por contar con un espacio amplio capaz de albergar la colección de estatuas clásicas que José Nicolás de Azara había regalado a Carlos IV, colección que ya se encontraba allí depositada junto con «más de quinientos cuadros sobrantes del adorno del Real Palacio» y otras muchas esculturas. Pero a él habían ido a parar otros muchos objetos y colecciones de diferente naturaleza y tras la resolución que lo destinaba a museo de pinturas se planteó la necesidad de desalojarlas, para lo que se necesitaba encontrar otros depósitos. Según el informe del arquitecto Silvestre Pérez, el edificio requería por otra parte obras urgentes, especialmente en las cubiertas, con todas las bóvedas de la planta superior amenazando ruina y poniendo en peligro las obras allí depositadas.
Sin que conste nombramiento oficial, el puesto de director o conservador se asignó en diciembre de 1809 a Frédéric Quilliet, que acompañó a José I en su viaje por Andalucía como Agregado Artístico de los Ejércitos, haciendo acopio de pinturas para el museo. En julio de 1810, denunciado por exportación y ventas fraudulentas de obras de arte, fue sustituido por Manuel Nápoli, encargado junto con Goya y Maella de elaborar la lista de pinturas que se enviarían al museo Napoleón. La selección que hicieron, al parecer de forma voluntaria negligentemente, desde luego no satisfizo a José I cuando vio los cuadros reunidos en San Francisco el Grande, y el envío a Francia quedó paralizado.

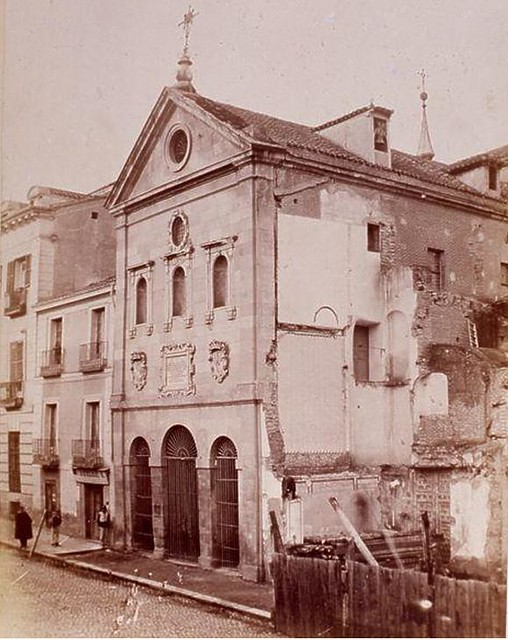
Fachada de la iglesia del convento del Rosario —derruido ya— en una fotografía sin datar, de hacia 1865. En él se estableció el mayor depósito de pinturas del proyectado Museo Josefino y se restauraron las llegadas del Escorial.

En su cargo de responsable de los depósitos Nápoli elaboró un reglamento para el funcionamiento interno de los conservadores y conserjes y evitar robos en el depósito del Rosario, el más numeroso, donde siguiendo las órdenes de Juan Antonio Llorente, director de Bienes Nacionales, se habían reunido más de mil quinientas obras extraídas de los conventos, para asegurar su conservación. La opinión de Napoli sobre el conjunto allí reunido era, sin embargo, negativa, pues su procedencia se reducía a unos pocos conventos, en tanto auténticas joyas conservadas en otros se habían dejado a merced de la rapiña. Por lo demás, el local no era apropiado por la humedad y sus reducidas dimensiones y las pinturas hacinadas en él sufrían.
El proceso de selección de las obras comenzó por sacar del depósito del Rosario más de setecientos cuadros de inferior calidad. Se proponía ponerlos en venta para costear con el producto los gastos de funcionamiento. Del Escorial, bajo la dirección de Quilliet, se incorporaron 180 cuadros de alta calidad. En ellos, según Napoli, «está lo más precioso de la Escuela Italiana y lo que hará el principal ornato del museo». En la misma idea abundaba en otro informe en el que señalaba que las pinturas de allí llegadas «son las que deven formar la belleza y hermosura del Museo, por contener en ellas obras de primera clase autores estrangeros». También se tomaron cuadros de los palacios reales, incluso de las habitaciones del rey. El problema en estos casos, según denunciaba Napoli tratando de los cuadros llegados del Escorial, era que por economía y facilitar el traslado se les habían retirado los marcos y aún los bastidores a muchos de ellos y lo habían hecho manos inexpertas. En diciembre de 1809 se pusieron en marcha los trabajos de forración y restauración más urgentes, comenzando por los cuadros destinados al museo de Napoleón, para lo que se contrató a un equipo de trece carpinteros y nueve aserradores que trabajaron en el convento del Rosario durante más de un año.
Pero la situación económica del Gobierno josefino impedía atender a los elevados gastos y las pinturas se apilaban en el depósito del Rosario unas sobre otras, en ocasiones hasta treinta. En abril de 1812 Nápoli, encargado de los pagos, se quejaba de llevar meses sin cobrar y de que, decía, «por once meses de trabajo le han remunerado con un papel de 10.000 reales de vellón papel, si lo cambia en plaza no saca para pagar medio año de alquiler de casa». Y lo mismo decía del resto de los empleados, que se veían precisados a solicitar raciones de alimentos para poder sobrevivir. No por ello dejó de buscar acomodo adecuado para los cuadros depositados en el Rosario, agravados sus problemas con el hundimiento de una parte del claustro, pero lo único que se hizo ya fue trasladar a la Academia de Bellas Artes una selección de los 292 mejores cuadros del depósito, que acabarían siendo finalmente algo más de trescientos, para su mejor conservación. Concluida la guerra el museo no había llegado a abrir sus puertas. Los cuadros de los conventos fueron restituidos a las órdenes religiosas, como también los procedentes del Escorial. El palacio de Buenavista se entregó a la Academia para que estableciese en él su propio museo, proyecto que tampoco llegó a funcionar. Algunos años más tarde, en 1819, y con un concepto distinto, pues se reducía a servir de exposición de la colección real, nacería el Museo del Prado.